# أم عدسة الفارات
أم عدسة الفارات قرية سوريّة تتبع إداريّاً لمحافظة حلب منطقة منبج ناحية مركز منبج، بلغ تعداد سكانها 1,431 نسمة حسب التعداد السكاني لعام 2004.